# Обливки
Обливки, Кордон Обливки — опустевший кордон (объект административно-территориального деления) в Ахтубинском районе Астраханской области, находится на островке в дельте реки Волги. Входит в состав муниципального образования «Город Ахтубинск». Население кордона ранее составляло 11 человек (2009)

## География
Остров покрыт лесом. От Большой Земли его отделяют вотодотоки: ерик Гарбузан, рукав Волги Ахтуба. Абсолютная высота -13 метров ниже уровня моря.
Уличная и дорожная сети отсутствует.

## Население
| 2002 | 2010 |
| ---- | ---- |
| 20   | ↘0   |

Национальный состав
По данным Всероссийской переписи населения 2010 года постоянного населения не было. Согласно результатам переписи 2002 года, в национальной структуре населения русские составляли 76 % от общей численности в 17 человек.

## Инфраструктура
нет данных

## Транспорт
Водный транспорт